# Sven-Åke Nilsson
Sven-Åke Nilsson (Malmö, 13 settembre 1951) è un ex ciclista su strada svedese, professionista dal 1977 al 1984.

## Carriera
Da dilettante fu campione nazionale in linea nel 1972 e campione del mondo della cronometro a squadre nel 1974.  Passato tardi al professionista, nel 1977, dopo aver vinto il Tour de l'Avenir.
Tra i professionisti, al debutto al Tour de France nel 1978 fu undicesimo e secondo fra i giovani. Nel 1979 ottenne una vittoria in una tappa della corsa del sole, la Parigi-Nizza, e ancora un dodicesimo posto al Tour de France. L'anno successivo entrò nei dieci giungendo settimo. Il miglior risultato lo colse però alla Vuelta a España del 1982 quando chiuse al terzo posto la classifica generale.
Per lungo tempo fece parte della nazionale svedese di ciclismo per le prove a squadra contro il tempo.

## Palmarès
- 1972 (Dilettanti)

Campionati svedesi, Prova in linea
4ª tappa Milk Race (Aberystwyth)
- 1973 (Dilettanti)

4ª tappa Milk Race (Great Malvern)
9ª tappa Milk Race (Bridlington)
- 1974 (Dilettanti)

8ª tappa Milk Race (Middlesbrough)
- 1975 (Dilettanti)

Classifica generale Tour d'Algérie
- 1976 (Dilettanti)

1ª tappa Grand Prix de l'Avenir
Classifica generale Grand Prix de l'Avenir
- 1977

4ª tappa Parigi-Nizza (Oullins > Saint-Étienne)
Classifica generale Étoile des Espoirs
Classifica generale Tour de Corse
- 1979

2ª tappa Critérium International (Saint-Raphaël > Saint-Raphaël)
- 1981

Classifica generale Setmana Catalana
- 1982

10ª tappa Vuelta a España (Puigcerdà > Sant Quirze del Vallès)
2ª tappa Parigi-Nizza (Avallon > Montluçon
Grand Prix d'Isbergues

### Altri successi
- 1969 (Allievi)

Nordisk Mesterskab (Cronosquadre, con Peter Olausson, Stefan Jordansson, Lars Ericsson)
- 1972 (Dilettanti)

Nordisk Mesterskab (Cronosquadre, con Tord Filipsson, Leif Hansson, Lennart Fagerlund)
- 1974 (Dilettanti)

Nordisk Mesterskab (Cronosquadre, con Tord Filipsson, Leif Hansson, Lennart Fagerlund)
- 1974 (Dilettanti)

Campionati del mondo, Cronosquadre (con Tord Filipsson, Leif Hansson, Lennart Fagerlund)
- 1975 (Dilettanti)

Nordisk Mesterskab (Crono a squadre con Tord Filipsson, Leif Hansson, Lennart Fagerlund)

## Piazzamenti

### Grandi Giri
- Giro d'Italia

1983: 27º
1984: 35º
- Tour de France

1978: 11º
1979: 12º
1980: 7º
1981: 8º
1982: 14º
- Vuelta a España

1982: 3º

### Classiche monumento
- Milano-Sanremo

1978: 77º
1981: 49º
- Giro delle Fiandre

1978: 37º
- Parigi-Roubaix

1980: 16º
- Liegi-Bastogne-Liegi

1982: 16º
- Giro di Lombardia

1977: 16º
1978: 16º
1979: 13º
1982: 22º

### Competizioni mondiali
- Campionati del mondo su strada

Barcellona 1973 - Cronosquadre: 3º
Barcellona 1973 - In linea Dilettanti: 25º
Montréal 1974 - Cronosquadre: vincitore
Montréal 1974 - In linea Dilettanti: 9º
Yvoir 1975 - In linea Dilettanti: 2º
San Cristóbal 1977 - In linea Professionisti: 13º
Valkenburg 1979 - In linea Professionisti: 40º
Sallanches 1980 - In linea Professionisti: 9º
Praga 1981 - In linea Professionisti: 23º
Goodwood 1982 - In linea Professionisti: 11º
Altenrhein 1983 - In linea Professionisti: 36º
Barcellona 1984 - In linea Professionisti: ritirato
- Giochi olimpici

Monaco 1972 - In linea: 44º
Monaco 1972 - Cronometro a squadre: 6º
Montréal 1976 - In linea: 29º
Montréal 1976 - Cronometro a squadre: 7º